# 米蘇拉塔
米蘇拉塔（阿拉伯语：‎）是利比亞西北部的城市，是米蘇拉塔省中位於的黎波里以東210公里的地中海沿岸的首府，2007年人口約650,000，是利比亞第三大城市，排在的黎波里和班加西後面，也是北非最富有的城市之一。